# 羅基希爾 (肯塔基州埃德蒙森縣)
羅基希爾（英語：Rocky Hill）是位於美國肯塔基州埃德蒙森縣的一個非建制地區。

## 地理
羅基希爾所處的海拔為高於海平面190米（即623英呎），而該地所採用的時區為UTC-6，即北美中部時區（CST）。同時該地設有夏令時間，為UTC-6調快一小時，即UTC-5（CDT）。